# Félix Tshisekedi
Pour les articles homonymes, voir Tshisekedi.
Félix-Antoine Tshisekedi Tshilombo, né le 13 juin 1963 à Léopoldville (aujourd’hui Kinshasa), est un homme d'État congolais, président de la république démocratique du Congo depuis le 25 janvier 2019.
Fils de l'ancien Premier ministre Étienne Tshisekedi, il est élu président de la république démocratique du Congo lors de l'élection présidentielle de 2018. Bien que controversée du fait d'allégations de fraude électorale, il s'agit de la première alternance politique pacifique depuis l'indépendance du pays. Tshisekedi préside l'Union africaine entre 2021 et 2022. Il est réélu à la présidence en 2023.

## Biographie

### Débuts
Félix Tshisekedi est le fils d'Étienne Tshisekedi, d'abord proche de Mobutu, puis l'un des principaux opposants à son régime et aux régimes des Kabila père et fils. Né le 13 juin 1963 à Léopoldville (actuellement Kinshasa), Félix Tshisekedi est le troisième enfant des cinq de la famille Tshisekedi. Il effectue ses études secondaires à Kinshasa[réf. nécessaire].
Au début des années 1980, Étienne Tshisekedi est exilé par Mobutu dans le Kasaï avec sa famille, puis part en Belgique. Félix Tshisekedi est marqué par ces exils.
Il rejoint les rangs de l'Union pour la démocratie et le progrès social (UDPS), parti dirigé par son père, puis en devient l'un des cadres. Fin 2008, il est nommé secrétaire national de l'UDPS chargé de l'extérieur.
En novembre 2011, il est élu député à Mbujimayi. Il refuse de siéger, suivant ainsi les consignes du chef de parti (son père) et est déchu de son mandat dès le 18 juin 2013,.
En octobre 2016, il est nommé secrétaire général adjoint de l'UDPS. Il est surnommé par ses partisans « Fatshi », une contraction de Félix-Antoine Tshisekedi, voire « Fatshi béton », en référence à sa promesse de reconstruire les infrastructures de la RDC,,,.

### Crise politique de 2016
La volonté de Joseph Kabila de repousser indéfiniment l'élection présidentielle et de prolonger son mandat crée une situation de crise politique en RDC. L'opposition, réunie au sein du Rassemblement de l'opposition (dont l'UDPS fait partie), négocie avec Kabila la tenue de nouvelles élections. Étienne Tshisekedi dirige les négociations pour le Rassemblement, et son fils fait partie de la délégation qui négocie. Les négociations aboutissent aux « accords de la Saint-Sylvestre » signés le 31 décembre 2016.
À l'issue de ces accords, l'opposition doit proposer un candidat au poste de Premier ministre. Le nom de Félix Tshisekedi est souvent mentionné,,,.
En mars 2017, Pierre Lumbi est nommé président du Conseil des sages du Rassemblement de l'opposition, et est co-président du Rassemblement avec Félix Tshisekedi.
Le 7 avril 2017, c'est finalement Bruno Tshibala qui est nommé premier ministre de la république démocratique du Congo,, ce qui fait perdurer les divisions au sein de l'opposition.

### Élection présidentielle de 2018
Fin mars 2018, Félix Tshisekedi est élu à la présidence de l'UDPS-Tshisekedi. Il est aussi désigné candidat pour représenter le parti lors de l'élection présidentielle prévue pour décembre 2018. Il passe un accord électoral avec Vital Kamerhe, président de l'Union pour la nation congolaise, qui retire sa candidature en faveur de Tshisekedi. Il fait campagne avec son colistier au sein de la coalition Cap pour le Changement (Cach). En août, la Commission électorale nationale indépendante (CENI) valide la candidature de Tshisekedi à l'élection présidentielle. Lors du dépôt de celle-ci, il aurait joint à sa candidature un diplôme en communication et marketing obtenu à Bruxelles. Cependant, ce diplôme s’est avéré être un faux, ce que la ville de Bruxelles a confirmé officiellement dans un communiqué.
Le 30 décembre 2018, il est élu président de la république démocratique du Congo. Le 10 janvier 2019, la commission électorale proclame les résultats provisoires des élections. Seuls 18 329 318 votants se sont exprimés lors de ce suffrage, soit 47 % des 40 millions d'électeurs congolais susceptibles de voter. Avec 7 051 013 de voix, soit 38,57 % de votes valablement exprimés en sa faveur, Félix Tshisekedi devance Martin Fayulu et ses 6 366 732 voix. Emmanuel Ramazani Shadary, candidat du parti du Président sortant occupe la troisième place avec 4 357 359 voix. Si les résultats devaient être validés par la Cour constitutionnelle, Félix Tshisekedi deviendrait le nouveau président de la république démocratique du Congo, succédant à Joseph Kabila et opérant ainsi la première transition démocratique du plus grand pays d'Afrique centrale.

#### Controverse électorale
L'élection présidentielle est très controversée en raison des soupçons de fraude électorale. Dès l'annonce des résultats, ceux-ci sont vivement contestés par Martin Fayulu qui revendique 61 % des voix et les résultats sont mis en doute par la Conférence épiscopale nationale du Congo (Cenco), annonçant par ailleurs que ces derniers ne correspondent pas aux résultats collectés par ses 40 000 observateurs sur le terrain. Le 12 janvier, Fayulu dépose un recours devant la Cour constitutionnelle. Le 15 janvier, des fuites de documents de la Commission électorale nationale indépendante (Céni) viennent corréler ces affirmations. Les résultats obtenus par RFI, le Financial Times, et TV5 Monde, issus de résultats compilés par la Céni et la Cenco, montreraient une victoire de Fayulu. Fayulu obtiendrait entre 62,8 % et 73,61 % des voix, Shadary entre 7,90 % et 17,99 % et Tshisekedi entre 15 % et 17 %,,,.
Entre-temps, les résultats des législatives sont proclamés en avance, donnant une très large majorité des deux tiers à la coalition du gouvernement sortant, le Front commun pour le Congo (FCC), augurant une cohabitation qui rendrait caduque l'alternance.
En effet, le Président et le gouvernement sortants sont accusés d'avoir, devant l'impossibilité de faire élire leur candidat, choisi de faire gagner le candidat de l'opposition le moins hostile au régime. Un accord aurait ainsi été conclu entre Félix Tshisekedi et Kabila, attribuant au premier la présidence, et au second le contrôle du gouvernement et de plusieurs secteurs régaliens via une mainmise sur l'Assemblée nationale et les assemblées provinciales. Le contrôle de ces dernières, dont les membres procèdent à l'élection du Sénat, permettrait au Président sortant, sénateur à vie, de conserver une partie du pouvoir.
En janvier 2019, après rejet des recours, Félix Tshisekedi est proclamé vainqueur de l'élection présidentielle par la Cour constitutionnelle, et prête serment. Il devient ainsi le cinquième président du pays, et le premier à accéder au pouvoir par le biais d'une alternance pacifique.
Dans la nuit du 19 au 20 janvier 2019, il est proclamé élu président de la République par la Cour constitutionnelle. Fayulu s'autoproclame président élu et appelle la communauté internationale à ne pas reconnaître cette décision. La SADC, l'Afrique du Sud, le Burundi, le Kenya, la Namibie et la Tanzanie sont les premiers pays à adresser leurs félicitations à Tshisekedi.

### Président de la République

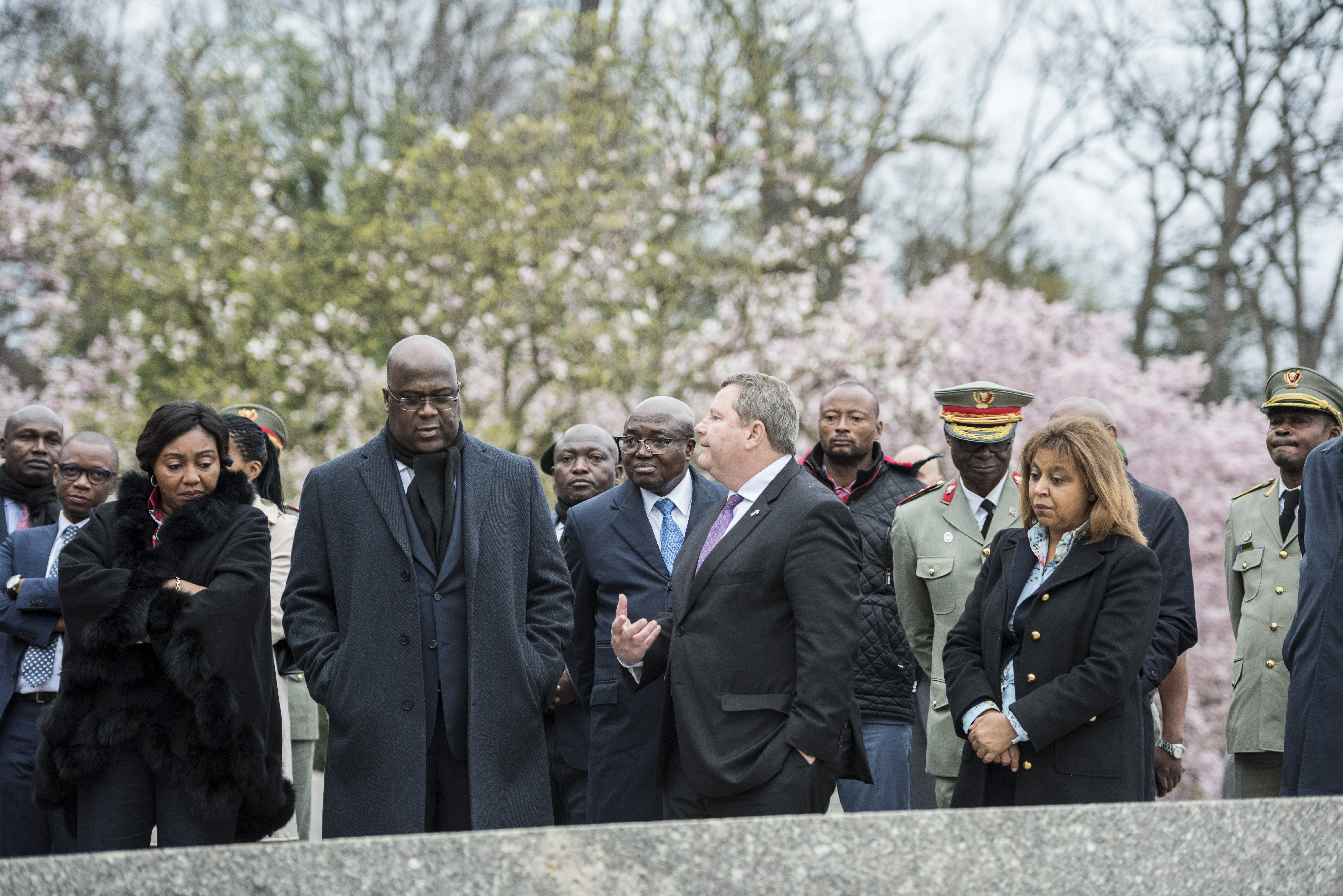
Félix Tshisekedi au cimetière national d'Arlington en avril 2019.

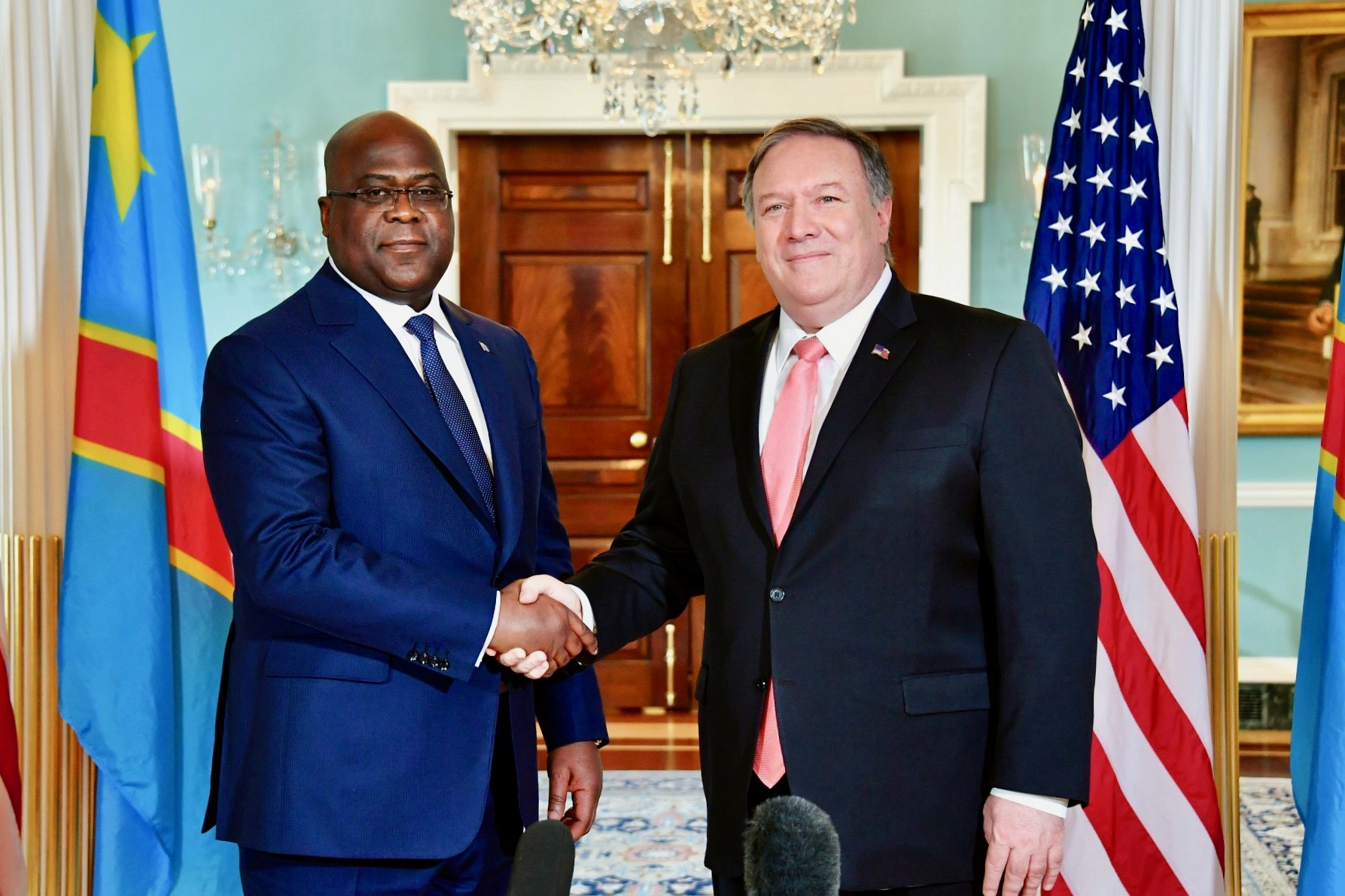
Félix Tshisekedi et le secrétaire d’État des États-Unis Mike Pompeo, avril 2019.

#### Investiture et début de mandat
Son investiture a lieu le 24 janvier 2019. Il s'agit de la première transition pacifique dans le pays. Il prend ses fonctions le 25 janvier. Tshisekedi succède à Joseph Kabila, au pouvoir depuis 2001. 
Après son départ du pouvoir, Kabila prend le titre de « président honoraire » et devient sénateur à vie. Il conserve sa résidence présidentielle baptisée « GLM ». Les élections législatives et provinciales de 2018, puis les élections sénatoriales de 2019, voient sa coalition sortante, le Front commun pour le Congo (FCC), remporter la majorité des postes à l'Assemblée nationale, au Sénat et dans les provinces. Ces élections sont controversées en raison d'accusations de fraude électorale en faveur du camp de l'ancien président et il est soupçonné de manœuvrer dans l'ombre pour garder le contrôle du pouvoir au détriment du nouveau président Tshisekedi.
Dans une interview à TV5 Monde et au Monde dans l’émission « Internationales » le 22 septembre 2019, Félix Tshisekedi refuse de remplacer bon nombre de fonctionnaires présumés corrompus ou encore présumés responsables de crimes contre l'humanité.
Il tient son premier discours sur l'état de la Nation le 12 décembre 2019 devant les deux chambres réunies en Congrès.

#### Gouvernement Ilunga

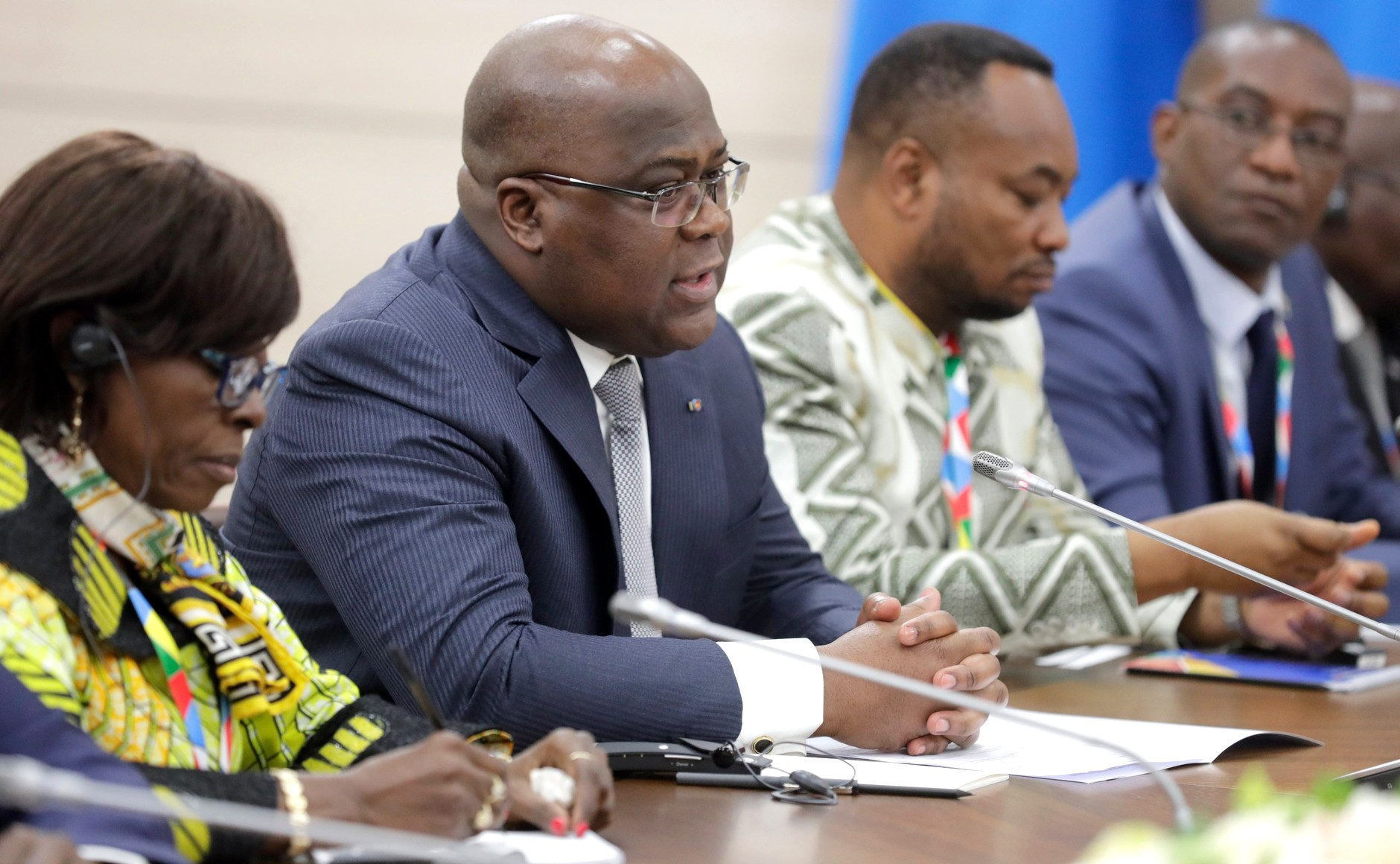
Félix Tshisekedi en visite d'État à Sotchi (Russie) en octobre 2019.

Le 20 mai 2019, Félix Tshisekedi nomme Sylvestre Ilunga, membre du PPRD et directeur général de la Société nationale des chemins de fer du Congo depuis 2014, au poste de Premier ministre après des mois de négociations avec l'ancien président Kabila. Les négociations pour la formation du nouveau gouvernement durent encore plusieurs mois en raison de divergences entre les camps du président et de son prédécesseur. Le 14 août 2019, une première mouture du gouvernement est rejetée par le président de la République à cause du non-respect de la parité. 
Finalement, dans la nuit du 26 août 2019, Sylvestre Ilunga dévoile l'équipe de 65 membres qui compose le nouveau gouvernement. Outre le Premier ministre, celui-ci est composé de 65 membres dont 5 vice-premiers ministres, 10 ministres d'État, 31 ministres et 17 vice-ministres. Sur ce total, 42 sont des membres du FCC, dont notamment les titulaires des ministères de la Défense nationale, de la Justice et des Finances, contre 23 pour les membres de la coalition Cash de Félix Tshisekedi. Près de 77 % des membres du nouveau gouvernement n'ont alors jamais occupé de place dans un gouvernement congolais,. Peu paritaire, malgré les exigences de la loi, le gouvernement est composé d'une femme ministre des Affaires étrangères Marie Tumba Nzeza, membre de l'UDPS, parti qui empoche également le ministère de l'Intérieur,. Le gouvernement prend ses fonctions le 6 septembre suivant.

#### Incarcération et retour de Vital Kamerhe
Le 8 avril 2020, Vital Kamerhe, directeur de cabinet et principal allié politique du président Félix Tshisekedi, est placé en détention provisoire à la prison centrale de Kinshasa. Il est accusé de détournement des fonds publics du programme des 100 jours du chef de l'État et comparait le 11 mai 2020 devant le tribunal de grande instance. Très suivi, le procès est diffusé par la télévision nationale. Le 20 juin 2020, Vital Kamerhe, est condamné à 20 ans de travaux forcés, 10 ans d'inéligibilité et d'interdiction d'accès aux fonctions publiques, pour « détournements, corruption aggravée et blanchiment d’argent », par le Tribunal de grande instance de Kinshasa-Gombe. Ce tribunal ordonne aussi la confiscation des comptes et propriétés de membres de la famille de Vital Kamerhe. En juin 2021, la cour d'appel de Kinshasa réduit de 20 ans à 13 ans de prison la peine de Vital Kamerhe. En avril 2022, la cour de cassation annule la condamnation de Kamerhe et en juin 2022, la cour d'appel de Kinshasa acquitte Vital Kamerhe.
Le 23 mars 2023, il fait son entrée au sein du gouvernement Lukonde II, devenant vice-Premier ministre ainsi que ministre de l'Économie.

#### Rupture avec le camp Kabila et formation d'une nouvelle majorité parlementaire
Des tensions resurgissent en juillet 2020 au sein de la coalition, entre les camps Kabila et Tshisekedi au sujet de diverses nominations dans l'armée, la commission électorale et la cour constitutionnelle.
En décembre 2020, les tensions restant fortes entre le FCC et le Cach, Félix Tshisekedi déclare qu'elles empêchent la mise en œuvre du programme pour lequel il a été élu. Il annonce alors la nomination d'un « informateur » dont le rôle est de former une nouvelle majorité à l'Assemblée pour appuyer les réformes prévues dans son programme. Le 1er janvier 2021, il annonce avoir choisi Modeste Bahati Lukwebo pour remplir cette tâche. Félix Tshisekedi parvient à rallier à lui nombre de députés du FCC de Kabila et à isoler politiquement ce dernier. La majorité parlementaire est reconfigurée et une nouvelle majorité dite d'« Union sacrée » est formée, rassemblant désormais 391 des 500 membres de la chambre basse. Ainsi, le bureau de l'Assemblée nationale et sa présidente Jeannine Mabunda sont destitués le 10 décembre 2020. Le Premier ministre Sylvestre Ilunga Ilunkamba est l'objet d'une motion de censure signée par 301 députés et déposée à l'Assemblée nationale. Il est reproché à lui ainsi qu'à son gouvernement d'avoir échoué dans la mise en œuvre du programme de gouvernement pour lequel ils ont été investis. Le 27 janvier 2021, sur convocation du bureau d'âge de l'Assemblée nationale, les députés votent en majorité en faveur de la motion de censure. Sur les 382 députés présents à l’ouverture de la séance, 367 se prononcent en faveur de la chute du Premier ministre et de son gouvernement, 7 députés votent contre, 2 s'abstiennent et 1 bulletin est nul.

#### Gouvernement Lukonde
Le 15 février 2021, Félix Tshisekedi nomme Jean-Michel Sama Lukonde Kyenge comme nouveau Premier ministre. Le gouvernement est investi le 26 avril suivant.
Le 29 juin 2021, Félix Tshisekedi, alors président sortant, affirme sa volonté de concourir à un second mandat lors de l'élection présidentielle de 2023,. Lors de son discours sur l'état de la Nation de décembre 2021, il assure que les prochaines échéances électorales se tiendront dans les délais prévus par la Constitution. Il s'emploie à réaffirmer son action dans la sécurité et dans la lutte contre la corruption. Cependant, des soupçons de fraude à son encontre semblent déjà porter sur les futures élections de 2023.
Le 5 février 2022, François Beya, conseiller spécial du président Tshisekedi à la sécurité, est mis aux arrêts et détenu dans les locaux de l'Agence nationale de renseignements (ANR), la présidence évoquant des « indices sérieux attestant d'agissements contre la sécurité nationale »,.

#### Politique sécuritaire et internationale

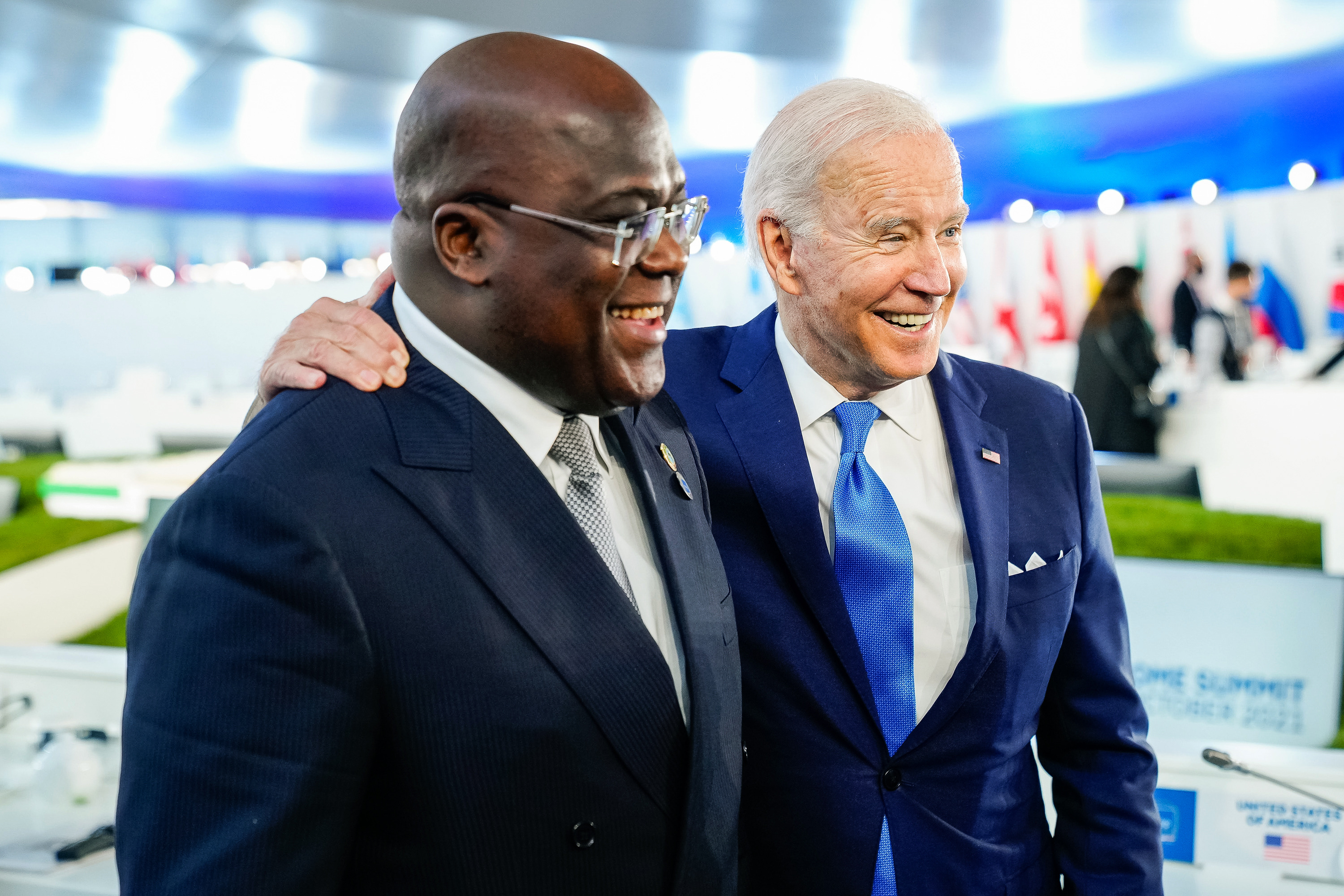
Le président Tshisekedi avec le président américain Joe Biden au sommet du G20 de 2021 à Rome.

Le 30 avril 2021, Félix Tshisekedi déclare l'état de siège dans les provinces orientales de l'Ituri et du Nord-Kivu, en raison de l'aggravation des violences commises par les groupes armés dans le cadre de la guerre du Kivu.
Il devient en août 2019 le premier président de la RDC à participer à la TICAD, la conférence internationale de Tokyo sur le développement de l'Afrique, créée en 1993.
Félix Tshisekedi est élu en février 2020 premier vice-président de l'Union africaine pour 2020,. Il devient président de l'Union le 6 février 2021 et laisse sa place au Sénégalais Macky Sall en février 2022.
Le président Tshisekedi prétend avoir fait l'objet d'une tentative supposée de coup d'État le 8 février 2022, bien que celle-ci n'ait pas été démontrée.
À la tribune de l'ONU, le 29 septembre 2021, il affirme que la communauté internationale doit aider les pays du continent africain à lutter contre la pandémie de Covid-19, tant sur le plan économique que sur le plan des politiques de santé publique. Il rappelle à la communauté internationale son devoir d’assistance dans la lutte contre les djihadistes des FDLR et des Forces démocratiques alliées.
En juin 2022, à la suite d'une reprise des attaques du groupe armé M23, le président Tshisekedi accuse le Rwanda de soutenir ce dernier. Les Forces armées de la république démocratique du Congo (FARDC) sont repoussées par le M23 dans le territoire de Rutshuru (Nord-Kivu), entraînant l'exode de civils fuyant les combats. Le gouvernement expulse l'ambassadeur rwandais fin octobre. En novembre, Tshisekedi demande aux jeunes de s'enrôler dans l'armée pour lutter contre le M23 et le Rwanda, ou de former des « groupes de vigilance » aux contours flous. Il parle de « guerre » et dénonce les « velléités expansionnistes » du voisin rwandais,,,.
En août 2022, Félix Tshisekedi prend pour un an la présidence tournante de la Communauté de développement d'Afrique australe (SADC).
Félix Tshisekedi échappe à une tentative de coup d'État le 19 mai 2024, fomentée par Christian Malanga, homme d'affaires, militaire et homme politique américano-kino-congolais, qui est abattu par la Garde républicaine après avoir réussi à entrer dans le palais de la Nation. Cet évènement est entouré de zones d'ombre.

#### Élection présidentielle de 2023
Félix Tshisekedi est candidat à sa réélection lors de l'élection présidentielle prévue pour décembre 2023. Il est aussi reconduit pour cinq ans à la présidence de l'UDPS. En août 2023, Vital Kamerhe annonce que l'Union pour la nation congolaise (UNC) soutient la candidature du président Félix Tshisekedi. Ceci indique un changement avec l'accord conclu en 2018 entre Kamerhe et Tshisekedi au terme duquel Kamerhe devait se présenter à l'élection présidentielle de 2023 avec le soutien de Tshisekedi. Jean-Pierre Bemba et son Mouvement de libération du Congo (MLC) apportent aussi leur soutien à la candidature de Tshisekedi qui est investi candidat de l'Union sacrée en octobre 2023.
Félix Tshisekedi est réélu avec 73,34 % des voix. Le 20 janvier 2024, il prête serment pour un second mandat.

#### Gouvernement Judith Suminwa Tuluka
Le 1er avril 2024, après sa réélection, Félix Tshisekedi choisit Judith Suminwa Tuluka comme nouvelle Première ministre, première femme nommée à ce poste.
L'annonce par le président d'un futur projet de modification de la constitution provoque une polémique liée à la crainte que le président ne brigue un troisième mandat, interdit jusque-là par la constitution.
Le 24 février 2025, le rapport sur le Train de vie des institutions en RDC : le pillage systématique des revenus par les élites politiques rédigé par les associations Réseau panafricain de lutte contre la corruption et Le Congo n'est pas à vendre souligne le détournement des ressources de la RDC par son élite politique, exacerbant les inégalités sociales. Le rapport dénonce la décision du président Tshisekedi d'offrir des véhicules tout-terrain à chacun des 500 membres de l'Assemblée nationale (en 2021, puis en 2024). Le rapport critique aussi le train de vie de la présidence avec une augmentation de son budget de 19 % entre 2023 et 2024 et un cabinet composé de 1200 personnes en 2023,,,.
Les défaites militaires des Forces armées de la république démocratique du Congo (FARDC) dans son combat contre la résurgence du M23 au début de l'année 2025, fragilisent politiquement Tshisekedi qui lance l'idée d'un gouvernement d'union nationale. Des consultations sont organisées avec de nombreuses organisations mais les principaux partis de l'opposition refusent d'y participer, préférant participer à celles menées par la Conférence épiscopale nationale du Congo (Cenco) et l'Église du Christ au Congo.

### Politique culturelle
Il lance le 25 mars 2021 le grand prix panafricain de littérature qui doit récompenser les écrivains africains sur le sol africain avec une dotation de 30 000 dollars en marge du sommet des chefs d’État et le grand prix congolais du livre pour récompenser les écrivains et éditeurs congolais.

### Politique écologique
En septembre 2021, il lance l'Agence congolaise de transition écologique et développement durable (ACTEDD). L'ACTEDD « a pour mission de concevoir, de coordonner et d’implémenter les politiques nationales relatives à la transition écologique en République démocratique du Congo. ».
À l'occasion de la COP26, il réaffirme l'engagement de la RDC à mettre en application l'Accord de Paris ainsi que l'importance du rôle de la communauté internationale dans la lutte contre les impacts du changement climatique.

## Décoration
- Ordre du Mérite centrafricain[98]
- Médaille Amílcar Cabral de Guinée-Bissau[99]

## Vie personnelle
Félix Tshisekedi est marié à Denise Nyakeru et père de cinq enfants.
Il est devenu pentecôtiste et membre des Assemblées de Dieu en 2015 après avoir rejoint l'Église Centre Missionnaire Philadelphie et été baptisé cette même année,.